# Totobates microseta
Totobates microseta är en kvalsterart som beskrevs av Hammer 1968. Totobates microseta ingår i släktet Totobates och familjen Liebstadiidae. Inga underarter finns listade i Catalogue of Life.